# Otis Davis
Otis Crandall Davis (ur. 12 lipca 1932 w Tuscaloosa, zm. 14 września 2024) – amerykański lekkoatleta, sprinter specjalizujący się w biegu na 400 metrów.
W młodości uprawiał koszykówkę. Trenowaniem biegu na 400 metrów zajął się dopiero w wieku 26 lat. Dwa lata później w 1960 był w szczytowej formie. Na igrzyskach olimpijskich w Rzymie zwyciężył na 400 m minimalnie wyprzedzając Carla Kaufmanna zw wspólnej reprezentacji obu państwa niemieckich. Zawodnicy ci po raz pierwszy w historii przebiegli dystans 400 m poniżej 45 sekund (w 44.9 s), ale nowym rekordzistą świata został zwycięski Davis.
Davis wraz z kolegami (Jack Yerman, Earl Young i Glenn Davis) zwyciężył również w sztafecie 4 × 400 metrów z rekordem świata 3:02,2.